# Meineckia filipes
Meineckia filipes är en emblikaväxtart som först beskrevs av Isaac Bayley Balfour, och fick sitt nu gällande namn av Grady Linder Webster. Meineckia filipes ingår i släktet Meineckia och familjen emblikaväxter. IUCN kategoriserar arten globalt som otillräckligt studerad.
Artens utbredningsområde är Socotra. Inga underarter finns listade i Catalogue of Life.